# تالة عكشة (آيت مآيت)
تالة عكشة هو دُوَّار يقع بجماعة آيت مايت، إقليم الدريوش، جهة الشرق في المملكة المغربية. ينتمي الدوّار لمشيخة آيت مآيت التي تضم 30 دواوير. يقدر عدد سكانه بـ 161 نسمة حسب الإحصاء الرسمي للسكان والسكنى لسنة 2004.

## روابط خارجية
- البوابة الوطنية للجماعات الترابية نسخة محفوظة 12 مارس 2018 على موقع واي باك مشين.
- المندوبية السامية للتخطيط